# Akysis longifilis
Akysis longifilis és una espècie de peix de la família dels akísids i de l'ordre dels siluriformes.

## Morfologia
Els mascles poden assolir els 5,3 cm de llargària total.

## Distribució geogràfica
Es troba a Àsia: sud de Myanmar.